# NGC 66
NGC 66 é uma galáxia espiral barrada (SBb) localizada na direcção da constelação de Cetus. Possui uma declinação de -22° 56' 11" e uma ascensão recta de 0 horas, 19 minutos e 04,9 segundos.
A galáxia NGC 66 foi descoberta em 1886 por Frank Müller.